# Cestus (Waffe)

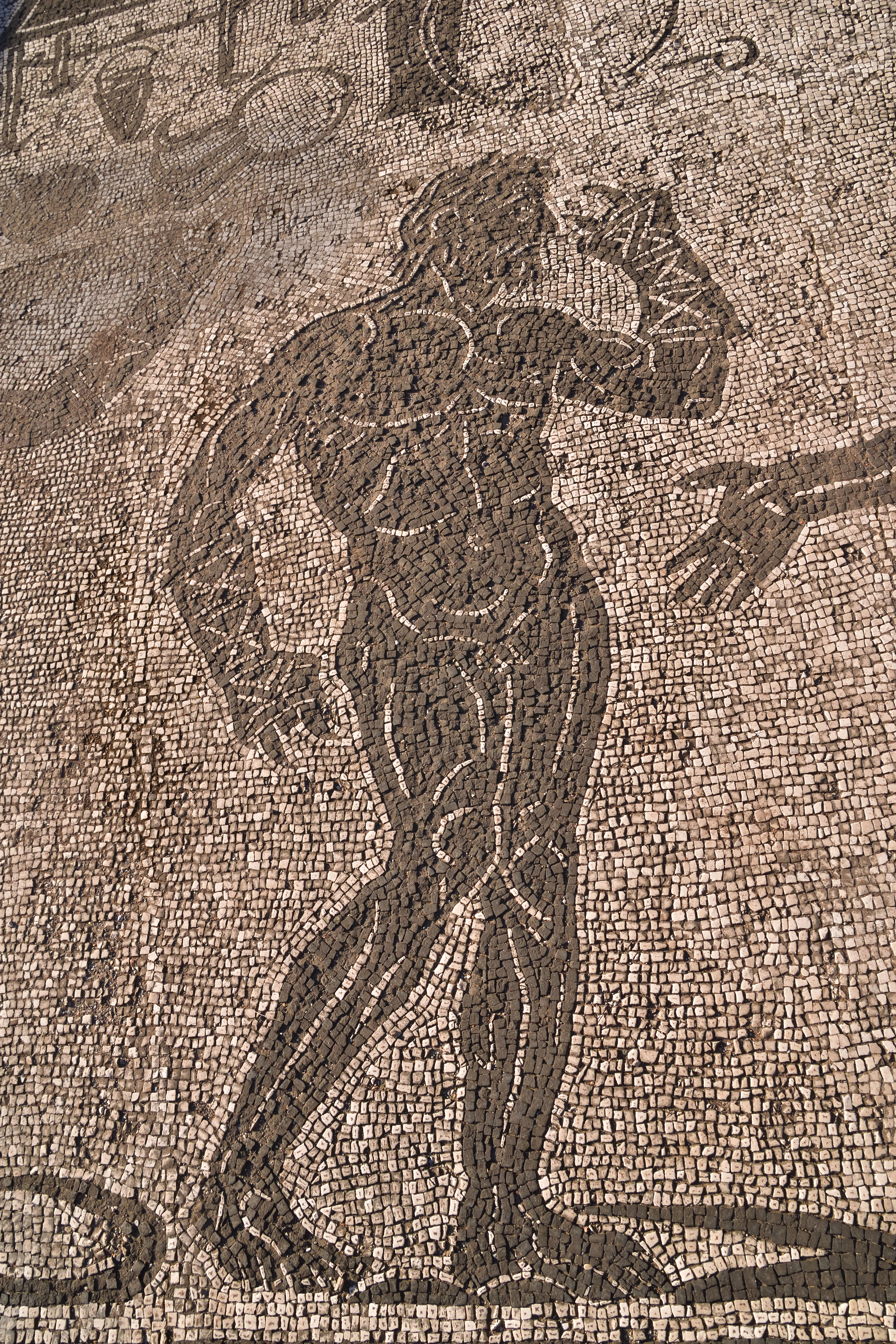
Erhaltenes Bodenmosaik eines römischen Faustkämpfers aus der Therme di Porta Marina in Ostia Antica. Deutlich sind die bandagierten Unterarme und die mit Dornen versehenen Schlagriemen zu erkennen.

Der Cestus, besser Caestus, ist eine Art antiker Schlagring, der in dem olympischen Kampfsport Pygme (antiker Faustkampf) und zeitweise auch im Pankration benutzt wurde.

## Geschichte
Der Cestus wurde als eine Art Boxhandschuh oder Kampfhandschuh beim Pankration, einer Mischung zwischen Ringen (pale) und Boxen (pygme) bei den antiken Olympischen Spielen (ab 648 v. Chr.) in Olympia benutzt. Als es zu immer schlimmeren Verletzungen und sogar Todesfällen kam, wurde im Jahre 30 n. Chr. der Cestus bei den Olympischen Spielen verboten. Heute wird das Pankration wieder offiziell als Sport betrieben, allerdings in einer stark abgeänderten Form.

## Beschreibung
Der Cestus besteht aus Lederriemen (griechisch himantes), die um die Hände etwas unterhalb der Knöchel gewickelt wurden. Mit seiner komplizierten Anordnung von breiten und schmalen Lederbändern sieht er im kampfbereiten Zustand fast wie ein bis an den Ellenbogen reichender Handschuh aus. Später wurden auf die Knöchelbänder noch metallene Dornen aufgesetzt, um die Schlagwirkung zu erhöhen. Die Römer erweiterten die Schlagwirkung des Cestus noch mehr und fügten Klingen hinzu. Diese römische Art des Cestus hieß myrmax und wurde bei Gladiatorenkämpfen verwendet. Die Griechen entwickelten eine andere Art, die sie sphairai nannten, diese waren ebenfalls mit Klingen ausgestattet.